# احمد شاه پاهانگ
احمد شاهِ پاهانگ (به انگلیسی: Ahmad Shah of Pahang) (زاده ۲۴ اکتبر ۱۹۳۰ – درگذشته ۲۲ مه ۲۰۱۹) از ۸ مه ۱۹۷۴ تا ۱۴ ژانویه ۲۰۱۹ سلطان ایالت پاهانگ در مالزی بود. وی همچنین از آوریل ۱۹۷۹ تا آوریل ۱۹۸۴ به مدت پنج سال پادشاه مالزی بود.